# Berlinia coriacea
Berlinia coriacea är en ärtväxtart som beskrevs av Ronald William John Keay. Berlinia coriacea ingår i släktet Berlinia och familjen ärtväxter. IUCN kategoriserar arten globalt som livskraftig. Inga underarter finns listade i Catalogue of Life.